# Thaipusam

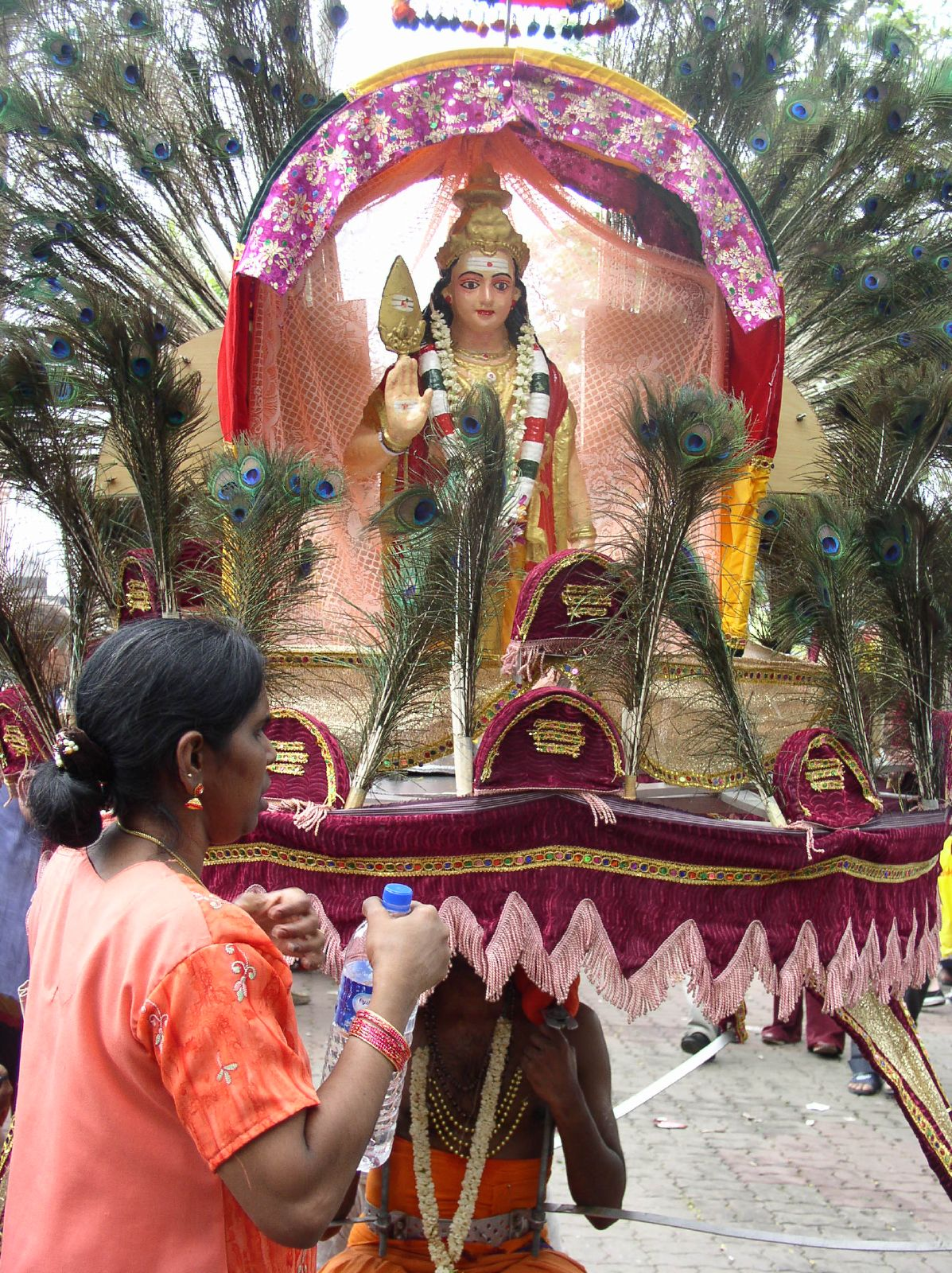
Muruga o Kartikeya idolatrado durante el festival.

El Thaipusam es un festival originario del estado de Tamil Nadu, India, y se celebra en enero o febrero, en varias regiones con población tamil, como Malasia, Singapur o Sri Lanka.
Consiste en peregrinar hasta las cuevas Batu para asistir a la procesión que porta el carro del dios Muruga o Kartikeya desde el templo Sri sulayman. 
Cientos de peregrinos se atraviesan la boca, lengua, brazos, pecho o espalda con afiladas agujas o ganchos de los que cuelgan las ofrendas, que suelen consistir en frutas o recipientes con leche. 

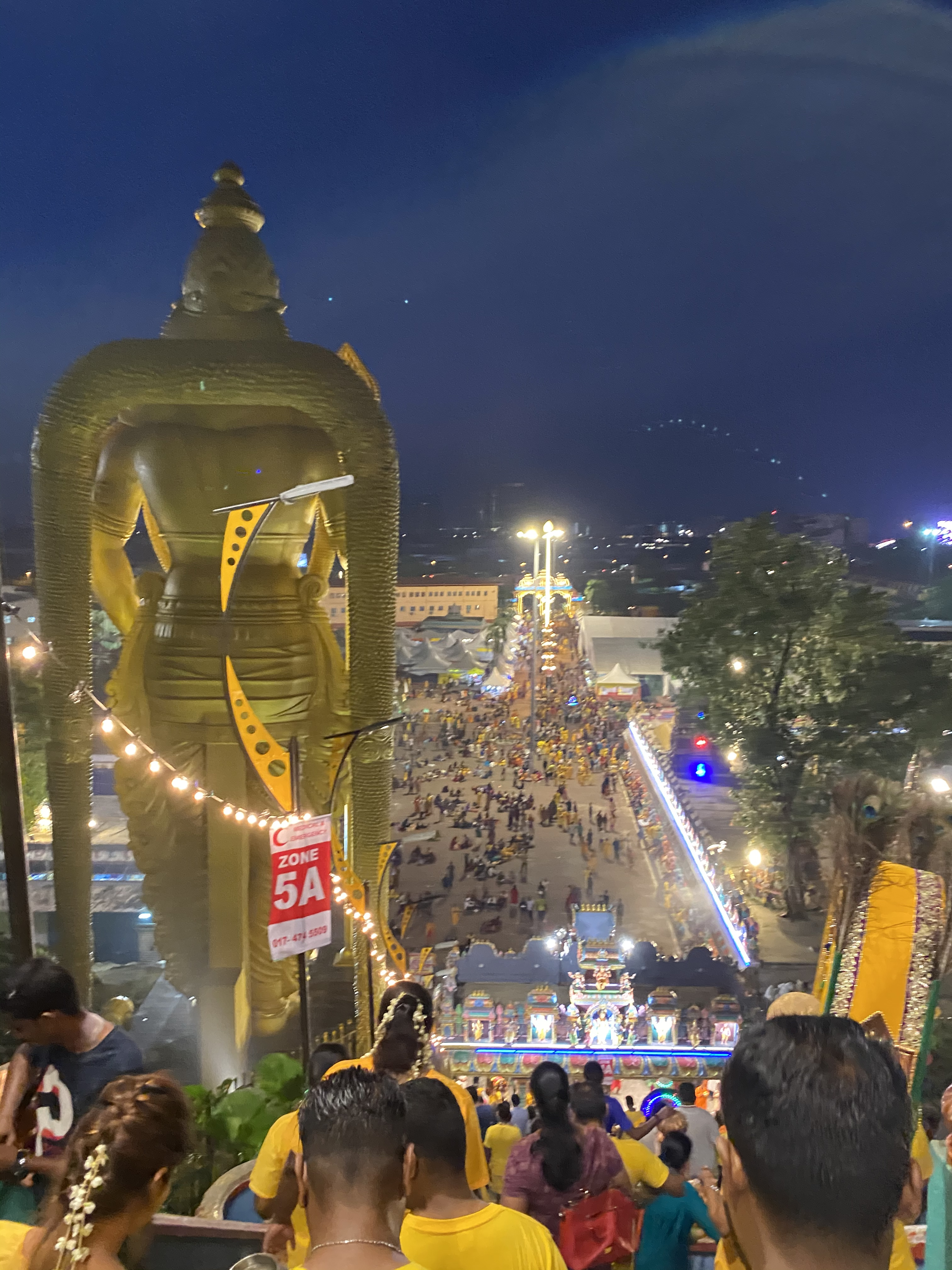
Celebración de Thaipusam en Malasia
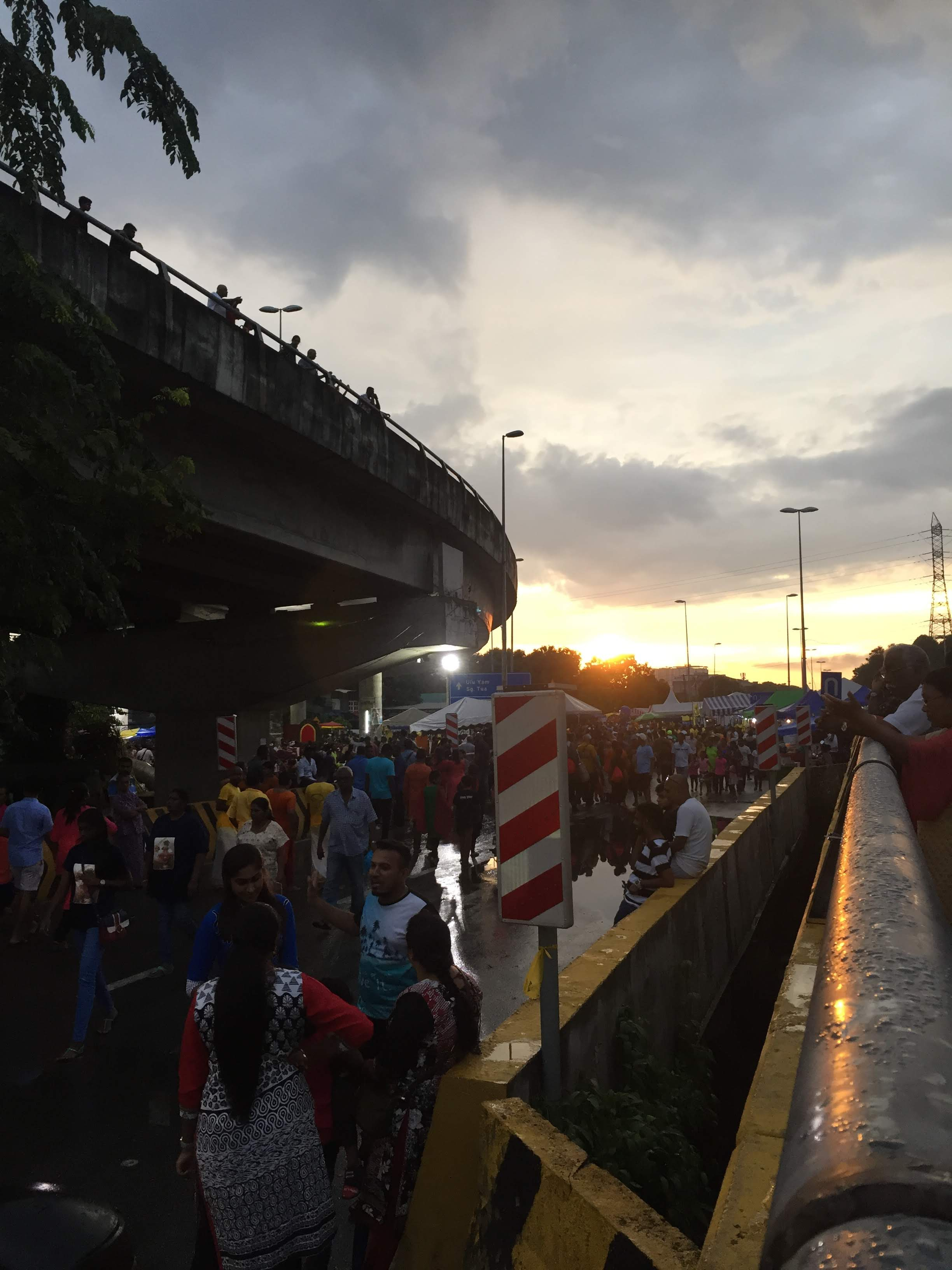
Celebración de Thaipusam en Malasia
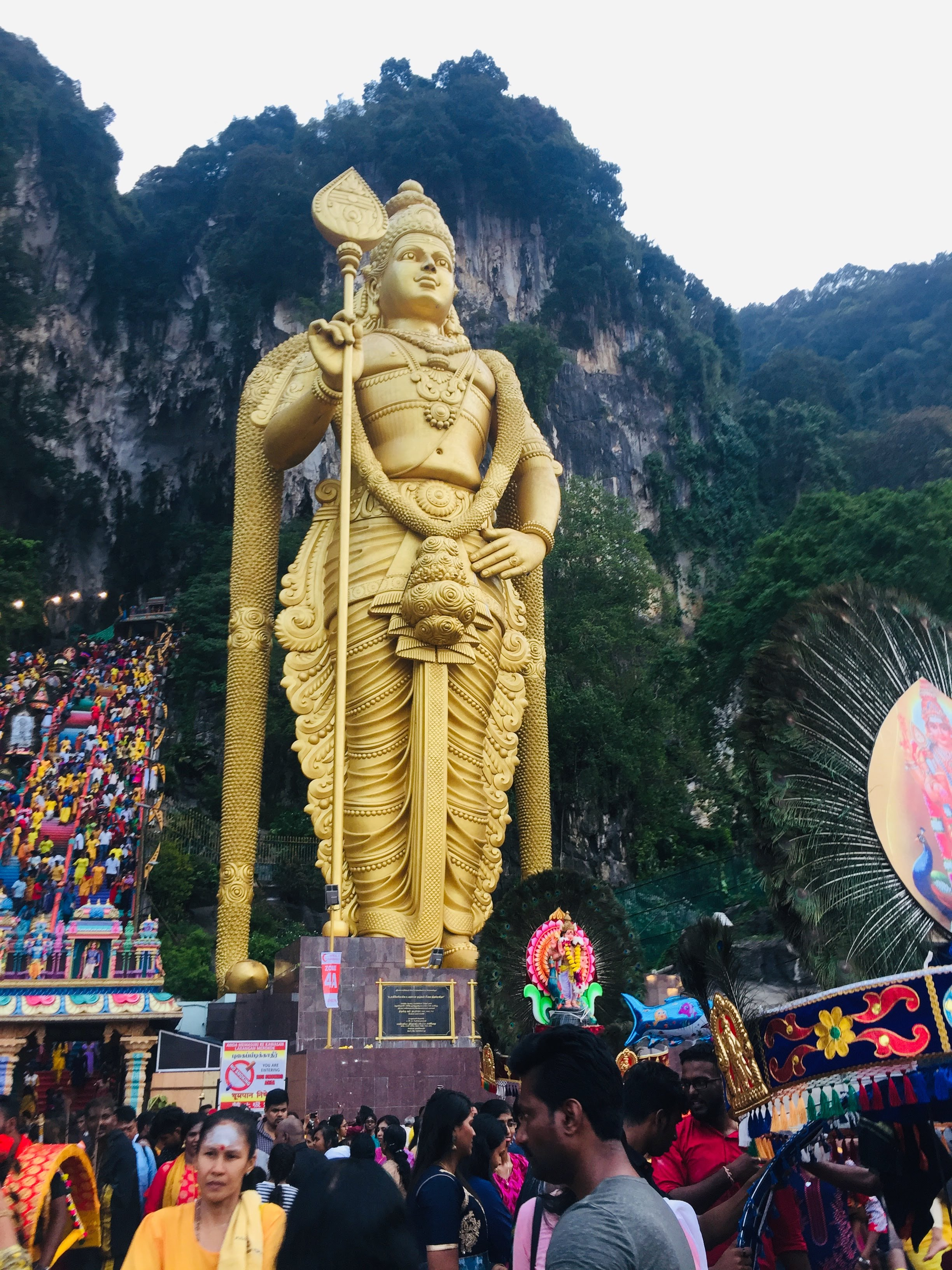
Celebración de Thaipusam en Malasia